# Víctor Peralta
Víctor Peralta (født 6. marts 1908 i Buenos Aires – 25. december 1995) er en argentinsk bokser som deltog i de olympiske lege 1928 i Amsterdam.
Peralta fik en sølvmedalje i boksning under OL 1928 i Amsterdam. Han fik en andenplads i vægtklassen fjervægt og tabte finalen til nederlandske Bep van Klaveren. Der var 18 boksere fra 18 lande som stillede op i vægtklassen som blev afviklet fra den 7. august til 11. august 1928.